# Макариха (Богодухівський район)
Макари́ха — село в Золочівській громаді Богодухівського району Харківської області України. Населення становить 348 осіб.

## Географія
Село Макариха розміщене за 2 км від річки Уди (лівий берег), примикає до села Литвинове та селища Золочів. По селу протікає пересихаючий струмок з загатою. Через село проходить залізниця, найближча станція Соснівка.

## Історія
12 червня 2020 року, розпорядженням Кабінету Міністрів України № 725-р «Про визначення адміністративних центрів та затвердження територій територіальних громад Харківської області», увійшло до складу Золочівської селищної громади.
19 липня 2020 року, в результаті адміністративно-територіальної реформи та ліквідації Золочівського району, село увійшло до складу Богодухівського району.

## Населення

### Мова
Розподіл населення за рідною мовою за даними перепису 2001 року:
| Мова                | Відсоток |
| ------------------- | -------- |
| українська          | 86,77%   |
| російська           | 12,07%   |
| інші/не визначилися | 1,16%    |